# 对偶码
在编码理论中，线性码的对偶码（英語：dual code）
{\displaystyle C\subset \mathbb {F} _{q}^{n}}
是有如下定义
{\displaystyle C^{\perp }=\{x\in \mathbb {F} _{q}^{n}\mid \langle x,c\rangle =0\;\forall c\in C\}}
的线性码，其中
{\displaystyle \langle x,c\rangle =\sum _{i=1}^{n}x_{i}c_{i}}
是一个数量积。用线性代数的属于来说，对偶码是 C 对雙線性形式 <,> 的零化子。 C 的维数与其对偶的维数加起来总为长度 n：
{\displaystyle \dim C+\dim C^{\perp }=n.}
对偶码的生成矩阵是原码的奇偶檢驗矩陣，反之亦然。对偶码的对偶总是原码。